# Pruslas

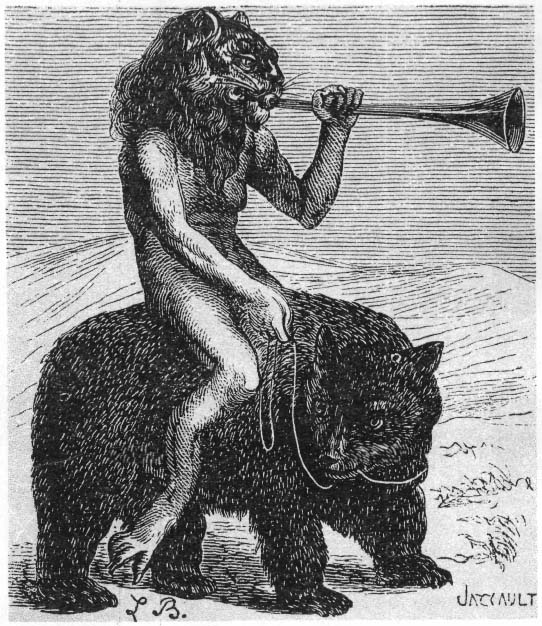
Ilustración del demonio Pruslas en el Diccionario infernal de Collin de Plancy, en la versión de 1863.

En demonología, y de acuerdo con Johann Weyer y su Pseudomonarchia Daemonum, Pruslas, también llamado Pruflas, Bufas o Busas, es un gran príncipe y duque infernal. Reina en Constantinopla y tiene cabeza de mochuelo. Su antigua morada se encontraba en la Torre de Babilonia. Es uno de los tres ayudantes de Astaroth; los otros dos ayudantes son Amon y Barbatos.

Promueve discordias, guerras, contiendas y reduce a la mendicidad, pero si se le hace aparecer, se muestra generoso a responder a las preguntas que se le planteen.
Bajo su mando tiene a 26 legiones de demonios que antiguamente pertenecieron a la orden de los tronos y de los ángeles. Este demonio no es nombrado en el Ars Goetia de La Llave Menor de Salomón. De acuerdo con el Libro de San Cipriano, Pruslas se encuentra bajo el dominio de Satanachia. 

## Cultura popular
- Pruflas es también un personaje del videojuego Ogre Battle 64. Pruflas Watts es un caballero de la Orden de Caliginous que tiene asignado liberar el “poder supremo” del Templo de Berthe. Pruflas es asesinado por los Caballeros Azules, un grupo de personajes controlados por el jugador.
- Una Carta de Monstruo del juego de cartas Yu-Gi-Oh! recibe el nombre "Verificación de Pruslas". Sin embargo, el demonio que aparece en la ilustración de la carta se asemeja poco a la descripción tradicional de Pruslas.